# Kaschan (Verwaltungsbezirk)
Kaschan (persisch شهرستان کاشان) ist ein Schahrestan in der Provinz Isfahan im Iran. Er enthält die Stadt Kaschan, welche die Hauptstadt des Verwaltungsbezirks ist.

## Demografie
Bei der Volkszählung 2016 betrug die Einwohnerzahl des Schahrestan 364.482. Die Alphabetisierung lag bei 89 Prozent der Bevölkerung. Knapp 90 Prozent der Bevölkerung lebten in urbanen Regionen.
| Zensusjahr | Einwohnerzahl |
| ---------- | ------------- |
| 2011       | 323.371       |
| 2016       | 364.482       |